# Ichneumon latepetiolatus
Ichneumon latepetiolatus là một loài tò vò trong họ Ichneumonidae.